# Brockman (dopływ Avon)
Brockman – rzeka w Australii, w południowo-zachodniej części stanu Australia Zachodnia. Ma 72,9 km długości. Rozpoczyna swój bieg na południowym krańcu jeziora Chittering. Płynie głównie w kierunku południowym. Uchodzi do rzeki Avon w pobliżu parku narodowego Walyunga National Park. Nazwa rzeki została po raz pierwszy odnotowana przez geodetę Francisa Thomasa Gregory'ego w 1853 roku i prawdopodobnie upamiętnia Williama Locke'a Brockmana, sędziego pokoju i nieoficjalnego członka Rady Ustawodawczej Australii Zachodniej.